# Protura
Az előrovarok vagy félrovarok (Protura) a hatlábúak (Hexapoda) altörzsének egyik olyan rendje, amit korábban a rovarok közé soroltak; néha osztály szinten tárgyalják. Elnevezésük is arra utal, hogy nem teljes értékű rovarok. Csak 1907-ben fedezték fel őket.
Fosszíliáikat nem találták, egyes bizonyítékok mégis arra mutatnak, hogy a Protura az összes többi hatlábúhoz képest bazális helyzetű, bár a hatlábúakat egyre többen polifiletikusnak gondolják. Szeptycki (2007) hét családjuk 731 faját írja le, közülük közel 300 egyetlen nembe, az Eosentomonba tartozik.
Magyarországról hat fajuk ismert; közülük legismertebb a hajnalrovar (Eosentomon transitorium), amely kövek alatt, illetve a talaj felső rétegében él.

## Megjelenésük, felépítésük

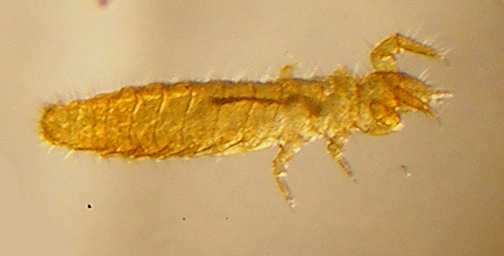
Acerentomon-faj példánya sztereomikroszkóp alatt

Igen apró (<2 mm-es) talajlakó állatok. Testük megnyúlt, egyenletesen szelvényezett, világos. Szúró-szívó típusú szájszervük mélyen a fejükbe húzódik. Rágójuk (mandibula) és állkapcsuk (maxilla) tőrszerű. Csápjuk (antenna) és szemük (oculus) egyaránt hiányzik (a fényt egy pár pszeudoocellummal érzékelik), és a rovarokra jellemző Malpighi-edényeik sincsenek. Csápok helyett az első lábpárjukat használják tapogatásra, így csak négy lábon járnak. 12 potrohszelvényükből az első hármon csökevényes lábak is nőnek véghólyaggal. A potroh nyolcadik szelvényének oldalán védekezésre használt mirigy nyílik. Mindkét nem ivarnyílása a 11. potrohszelvényen található. Az utolsó szelvények nem húzódnak vissza a potrohba, mint az ivarérett rovarokon. A potroh végén nincsenek fartoldalékok.

## Fejlődésük, életmódjuk, élőhelyük
Mind peterakók. A petéből kibújó, úgynevezett oligomer lárvának csak 9 potrohszelvénye van; ez a szám a későbbi vedlések során nő. Az ilyen fejlődésmenet a teloanamorfózis (szelvényképző fejlődés), amire a hatlábúak között nem találunk más példát. Az utolsó három potrohszelvény létrehozásával válnak ivaréretté.
Élettartamuk körülbelül egy év. Nedves, fénytől védett helyeken, bomló növényi anyagokban (korhadó fatönkökben, mohában stb.) élnek. Ragadozók, de megeszik a baktériumokat és a gombafonalakat is. Nimfa vagy ivarérett alakban telelnek át.